# 1940年の名古屋金鯱軍
1940年の名古屋金鯱軍（1940ねんのなごやきんこぐん）では、1940年シーズンの名古屋金鯱軍の動向をまとめる。
この年の名古屋金鯱軍は、石本秀一が1年だけ監督を務めたシーズンである。相次ぐ招集により選手不足に陥っていた名古屋金鯱軍は、この年のシーズンオフに翼軍と対等合併し、翌年から大洋軍になったため、名古屋金鯱軍として最後のシーズンである。

## チーム成績

### レギュラーシーズン
| 順位 | 球団         | 勝利 | 敗戦 | 引分 | 勝率 | ゲーム差 |
| ---- | ------------ | ---- | ---- | ---- | ---- | -------- |
| 優勝 | 東京巨人軍   | 76   | 28   | 0    | .731 | -        |
| 2位  | 阪神軍       | 64   | 37   | 3    | .634 | 10.5     |
| 3位  | 阪急軍       | 61   | 38   | 5    | .616 | 12.5     |
| 4位  | 翼軍         | 56   | 39   | 10   | .589 | 15.5     |
| 5位  | 名古屋軍     | 58   | 41   | 5    | .586 | 15.5     |
| 6位  | 黒鷲軍       | 46   | 54   | 4    | .460 | 28.0     |
| 7位  | 名古屋金鯱軍 | 34   | 63   | 7    | .351 | 38.5     |
| 8位  | 南海軍       | 28   | 71   | 6    | .283 | 45.5     |
| 9位  | ライオン軍   | 24   | 76   | 4    | .240 | 50.0     |

## できごと
この年も中山がエースとして奮闘したが、次ぐ招集により選手不足により弱体化したこともあり、シーズン29敗のプロ野球記録を作ることとなった。